# Le Vent (album)
Pour les articles homonymes, voir Le Vent.
Albums de Georges Brassens
La Mauvaise Réputation
(1953) Les Sabots d'Hélène
(1954)
Le Vent est le deuxième album édité en France de Georges Brassens. Sorti à l'origine sans titre, le recto de la pochette de l'album précise quand même en guise d'appellation : Georges Brassens interprète ses dernières compositions. Il est identifié ici par le titre de la première chanson du disque. L’édition originale est sortie en février 1954.

## Édition originale de l’album
Novembre 1953 : disque microsillon 33 tours/25 cm, Polydor, 2e série (LP 530.024).
– Pochette : photos réalisées par Monique Senez.
– Enregistrement : monophonique.

### Interprètes
- Georges Brassens : chant, guitare.
- Pierre Nicolas : contrebasse.
- Lucien Bellevallée : seconde guitare.

### Chansons
Toutes les chansons sont écrites et composées par Georges Brassens, sauf mention contraire.
Face 1
| No | Titre                            | Paroles                   | Durée      |
| -- | -------------------------------- | ------------------------- | ---------- |
| 1. | Le Vent                          |                           | 1 min 09 s |
| 2. | J'ai rendez-vous avec vous       |                           | 2 min 03 s |
| 3. | Bancs publics                    |                           | 3 min 03 s |
| 4. | Ballade des dames du temps jadis | Poème de François Villon. | 2 min 02 s |
| 5. | Comme hier                       | Poème de Paul Fort.       | 1 min 47 s |
| 6. | Pauvre Martin                    |                           | 1 min 36 s |

Face 2
| No | Titre                        | Paroles                                               | Durée      |
| -- | ---------------------------- | ----------------------------------------------------- | ---------- |
| 1. | Brave Margot                 |                                                       | 3 min 18 s |
| 2. | Il suffit de passer le pont  |                                                       | 1 min 57 s |
| 3. | La Cane de Jeanne            |                                                       | 1 min 25 s |
| 4. | La Marine                    | Extraits du poème L'Amour marin de Paul Fort.         | 2 min 21 s |
| 5. | Il n'y a pas d'amour heureux | Poème de Louis Aragon, amputé de sa dernière strophe. | 2 min 28 s |